# 셀레스티아
셀레스티아(Celestia)는 3차원 우주공간 시뮬레이션 프로그램이다. GPL 라이선스를 따르는 자유 소프트웨어이며 마이크로소프트 윈도우, 리눅스, OS X 등의 운영 체제와 OpenGL을 지원하는 개인용 컴퓨터에서 사용할 수 있다.
작은 인공위성이나 우주 정거장에서부터 행성, 항성, 은하를 포함하는 방대한 범위의 우주공간을 개인용 컴퓨터에서 볼 수 있다. 사용자는 간단한 조작으로 공간, 시간을 넘나들며 자유롭게 우주 공간을 탐색할 수 있다. 또한 기본 프로그램에 더해, 인터넷에 공개된 행성, 은하, 인공위성 등의 이미지나 위치자료, 스크립트 등 다양한 분야의 확장 데이터를 추가하면 더욱 다양한 환경을 시뮬레이션할 수 있다.
현재는 기술적인 한계 등으로 인해 우주의 모든 환경을 시뮬레이션하고 있지는 않다. 그리고 날짜를 수정하는 기능도 한계가 있다. 다만 애드온으로 몇몇 천체들을 추가 시뮬레이션 할 수 있다.
NASA와 ESA는 연구 분야에서 셀레스티아를 활용해오고 있으며, 대한민국 밖에서는 교육용 프로그램으로도 인기가 높다.

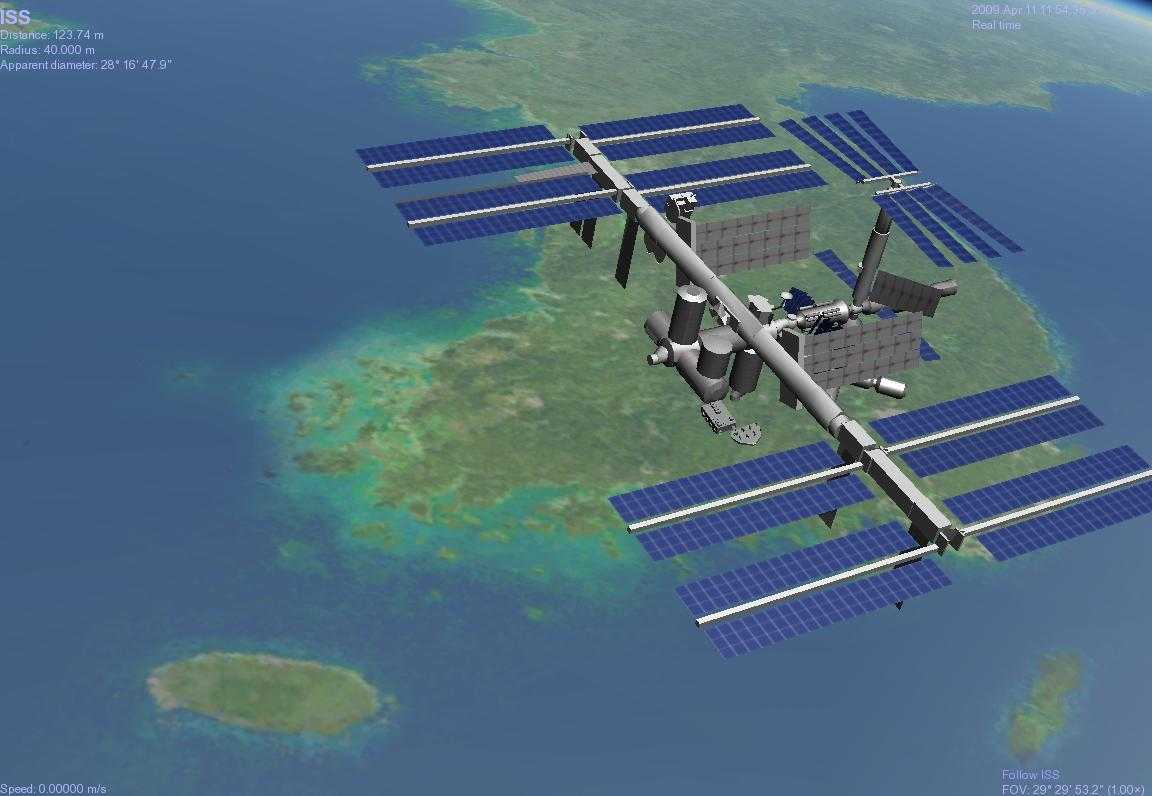
국제 우주 정거장의 셀레스티아 시뮬레이션.

또한 셀레스티아에서는 부가 기능도 지원한다. 부가 기능은 celestia가 수시로 업데이트가 되지 않는 점을 고려하여 지원하는 기능으로서, 여러 셀레스티아의 사용자들이 만든 부가 기능을 자신의 컴퓨터에 깔려있는 셀레스티아에 손쉽게 깔 수도 있으며, 자신이 만든 부가 기능을 애드온 홈페이지에 올릴 수도 있다.
현재 버전은 1.6.1 버전까지 나와 있다.
또한 교육용 프로그램으로서 셀레스티아는 Celestia Educational을 애드온 홈페이지에 올려 Celestia를 교육용으로 쓰고자 하는 사람들에게 좀 더 다양한 우주에 대한 자료를 제공해 준다.

## 셀레스티아로 시뮬레이션한 천체들

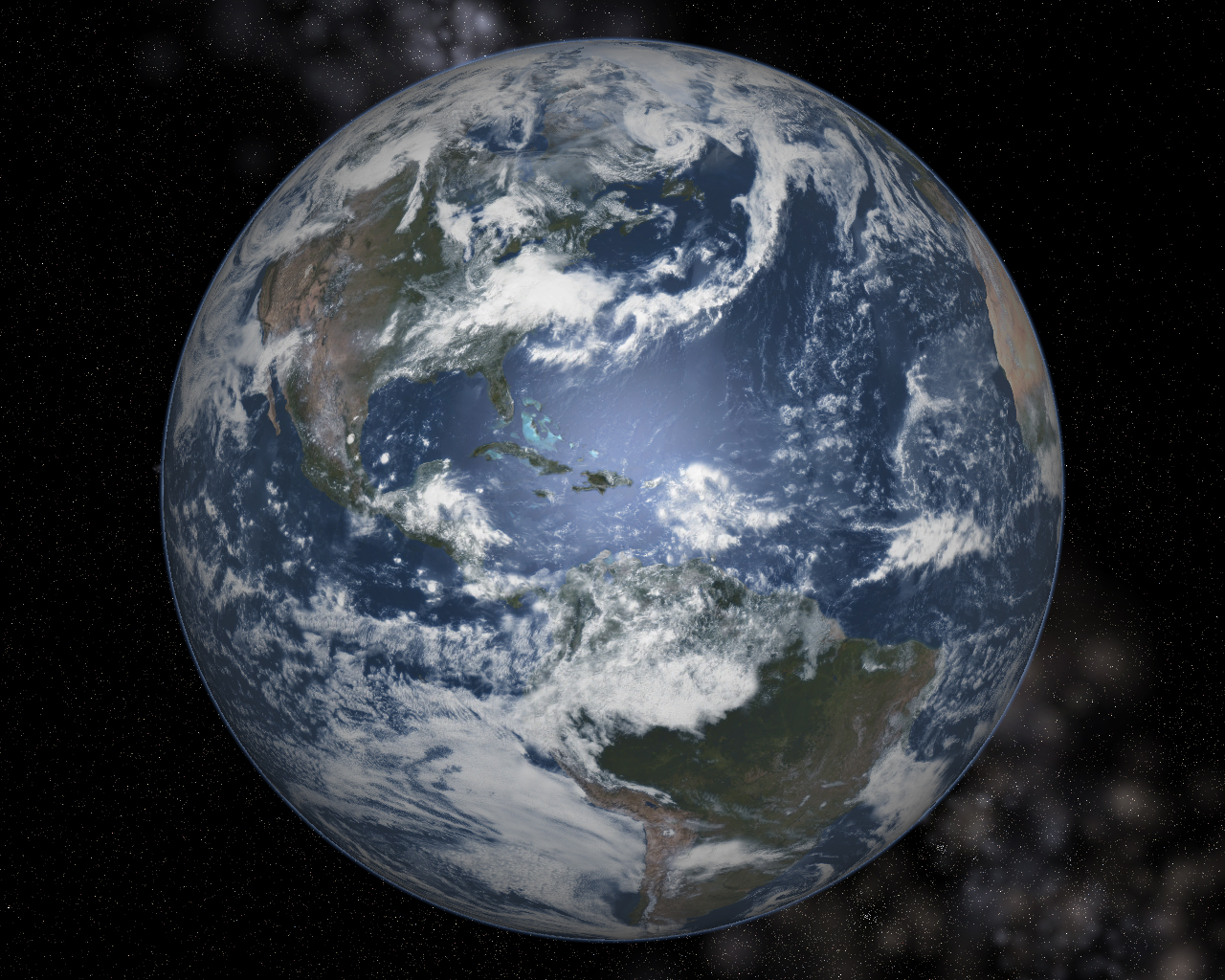
지구
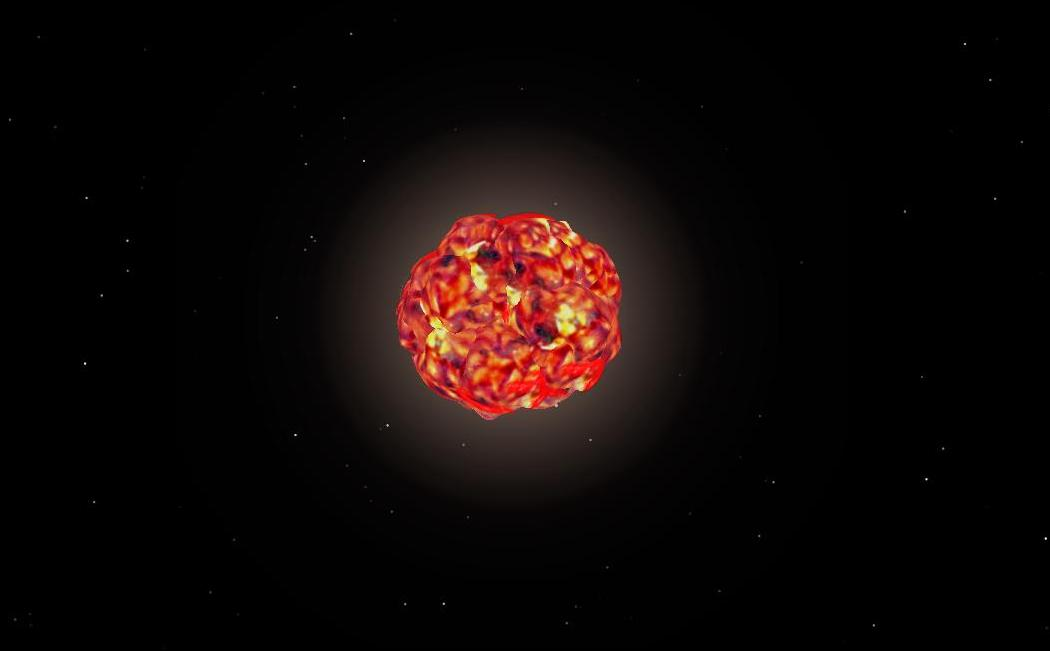
베텔게우스
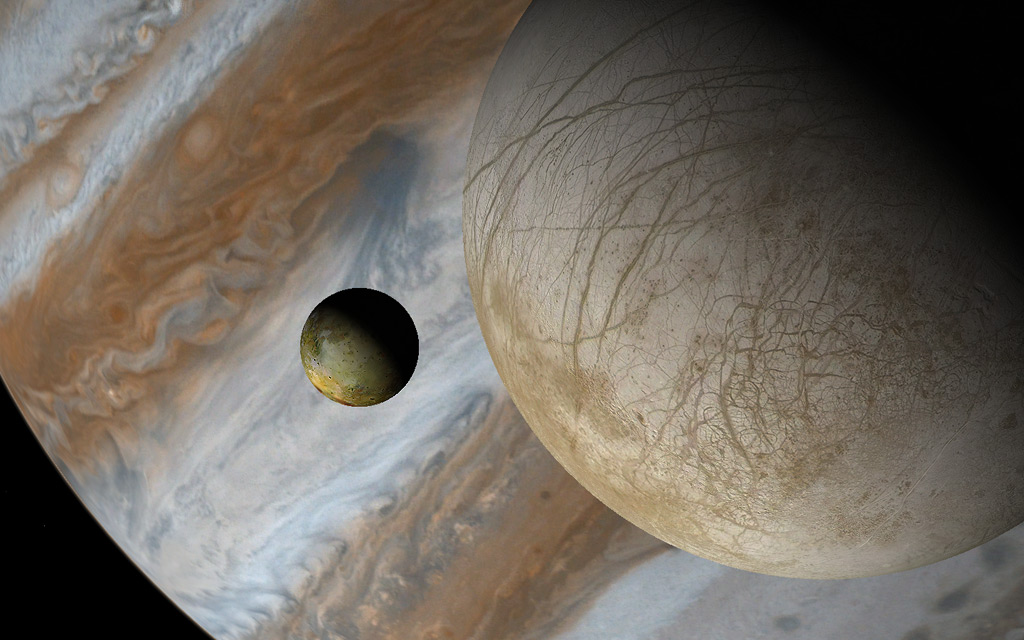
목성과 유로파 (위성), 이오
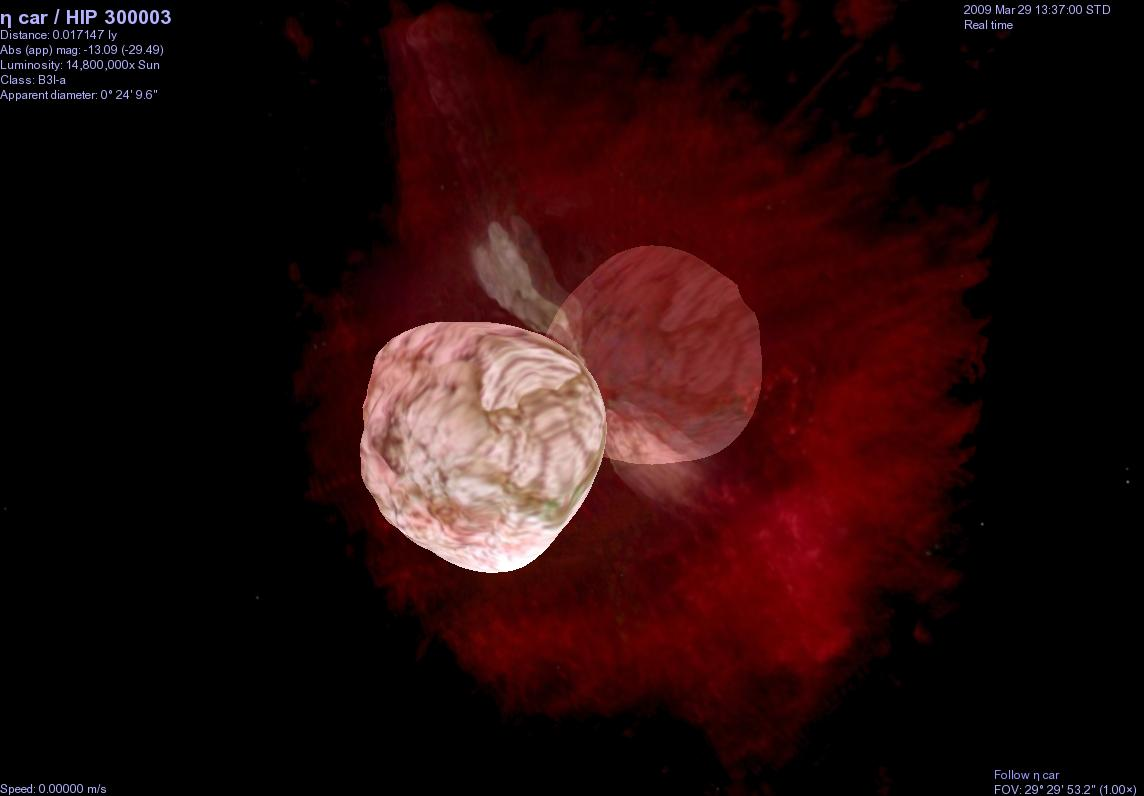
용골자리 에타
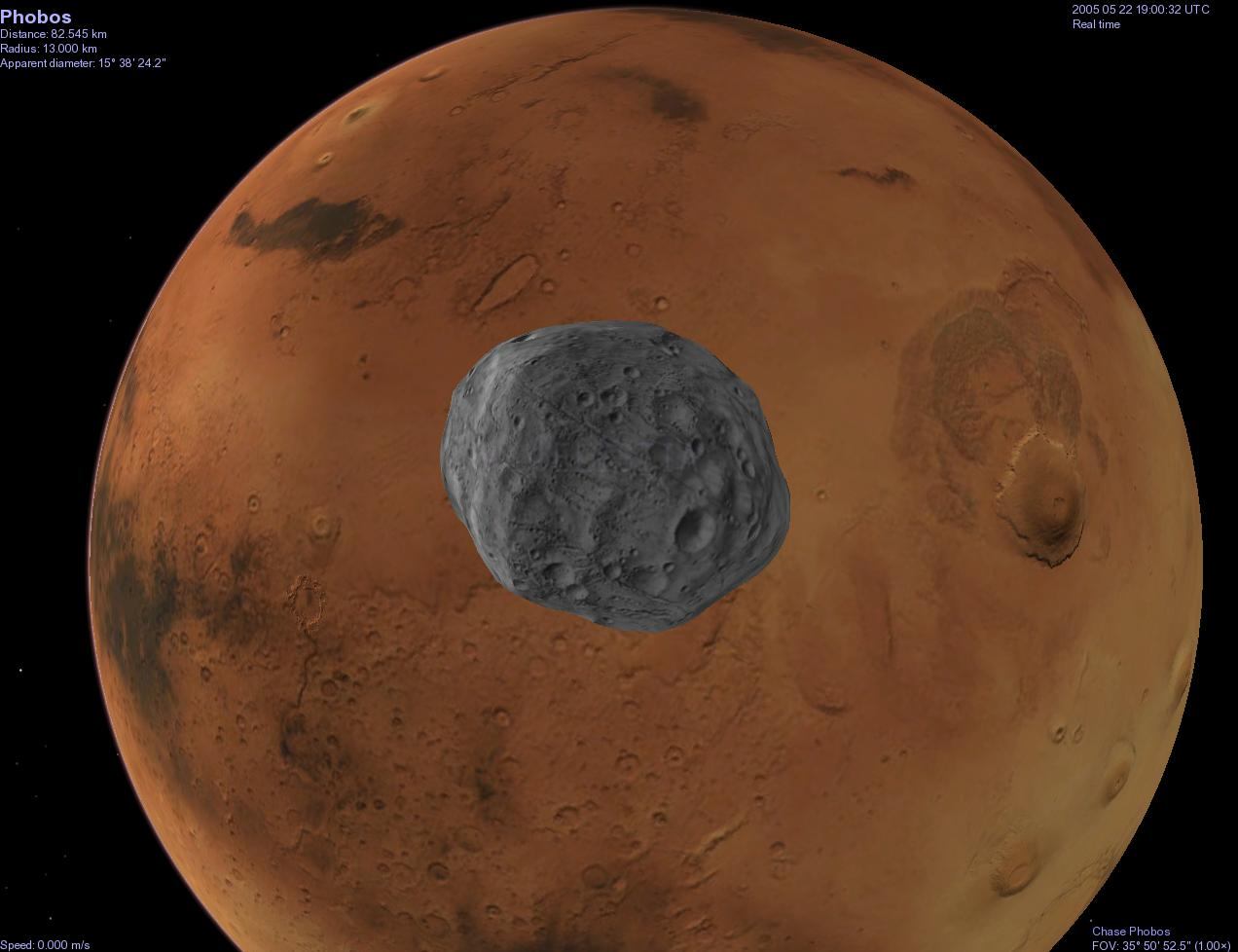
화성과 포보스
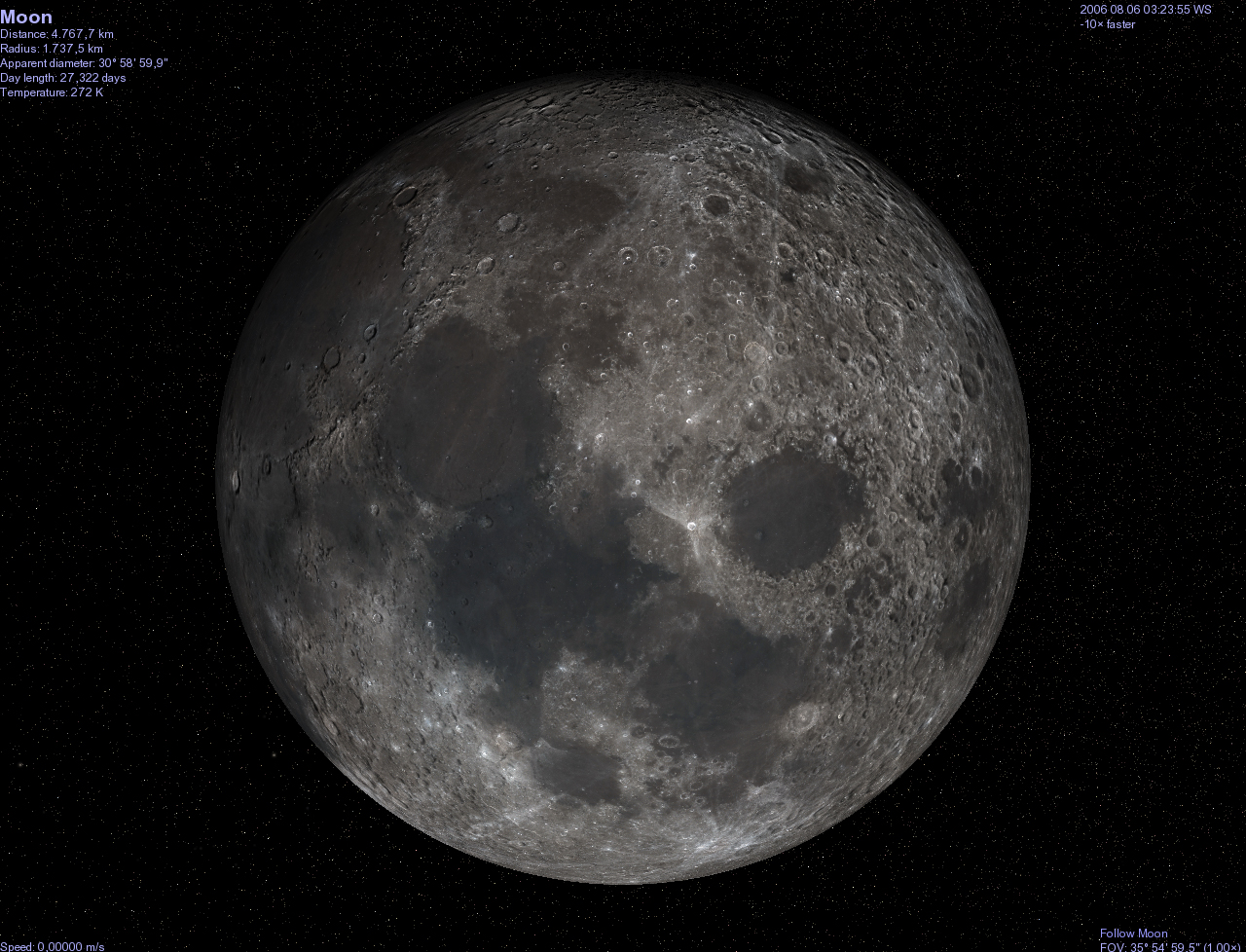
달
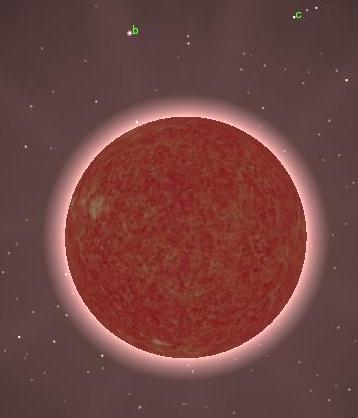
글리제 581
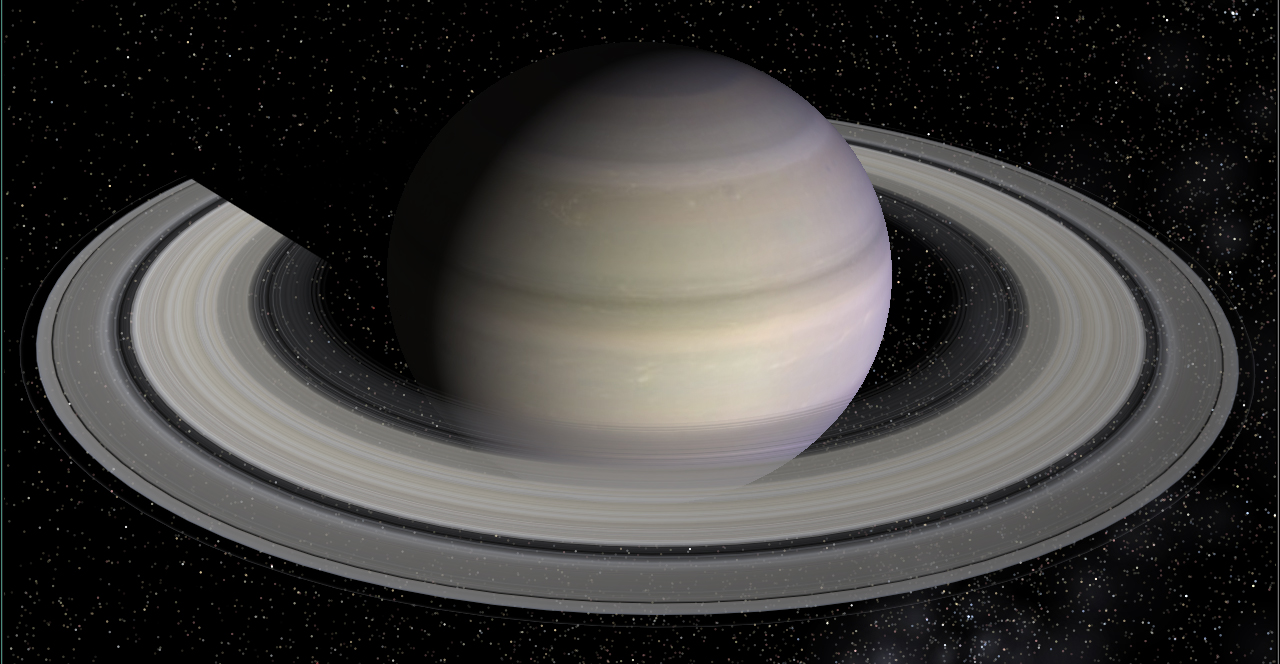
토성
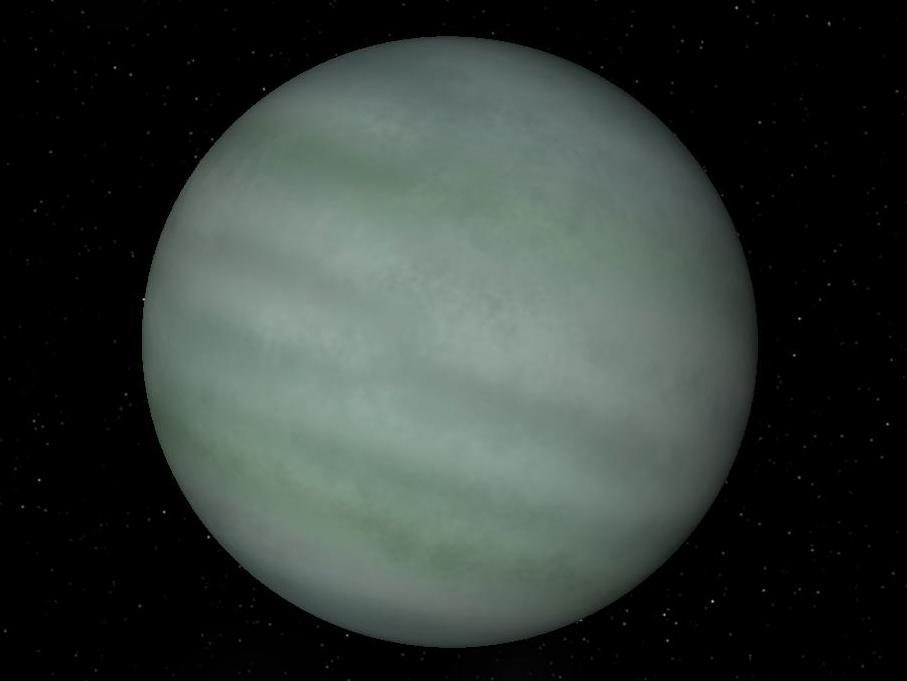
TrES-4b

## 같이 보기
- 스페이스 엔진
- 우주 비행 시뮬레이션 게임